# Metro

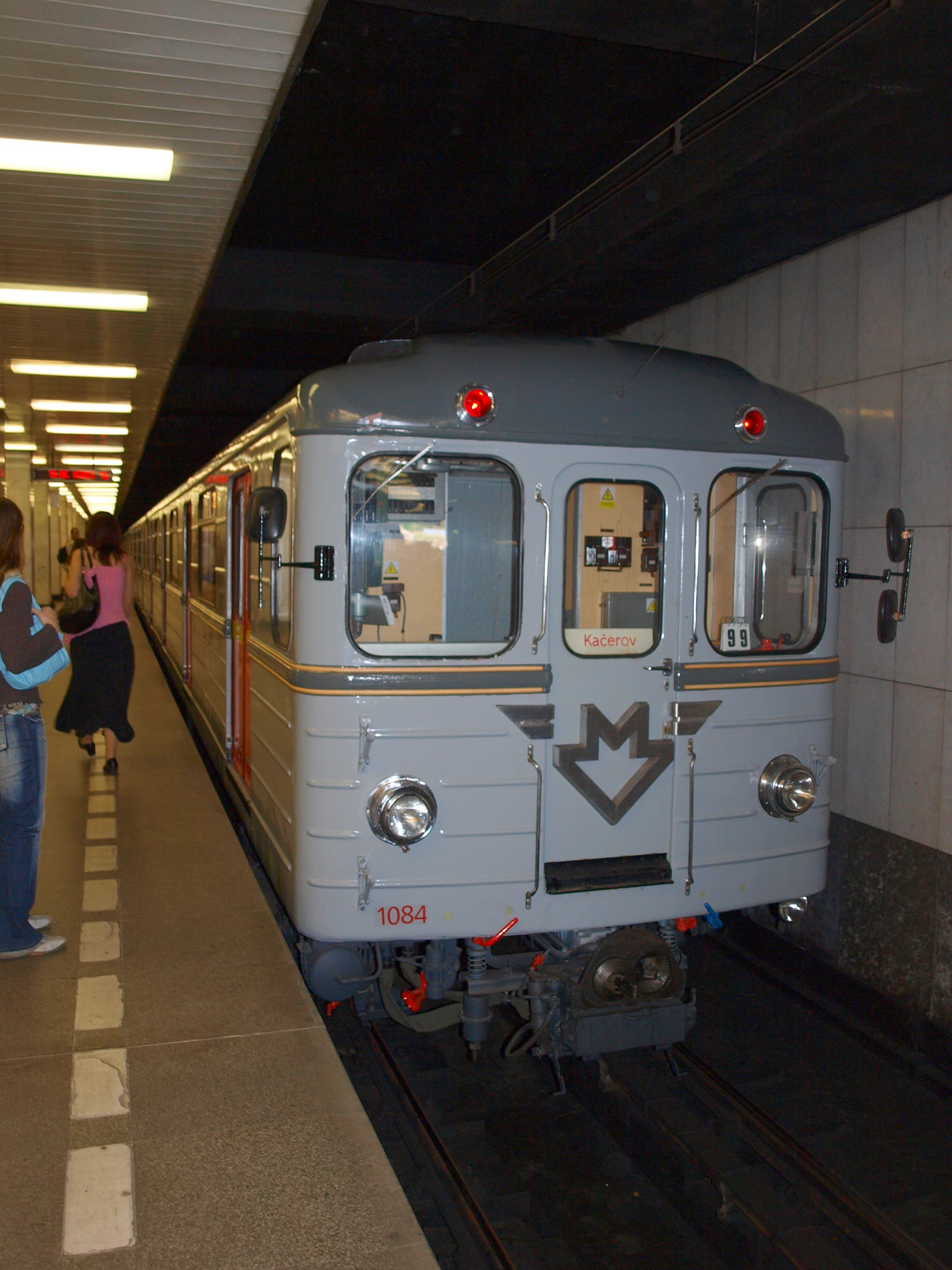
Ečs – nejstarší typ vozů pražského metra

Metro (franc. Chemin de fer métropolitain, angl. Metropolitan Railway – metropolitní železnice), neboli podzemní dráha, je druh kolejové dráhy a na ní provozované městské hromadné dopravy. Většinou celá, nebo velká část trasy, je vedena podzemními tunely. Vozy metra se tak mohou pohybovat zcela nezávisle na ostatních druzích dopravy. Slovem „metro“ se obvykle označuje nejen samotná dráha, její stavby a dopravní systém, ale i vlak užívaný k dopravě na ní („metro přijelo“).
Povrchové městské a příměstské železnice (rychlodráhy) se zpravidla za metro nepovažují, a označují se jinými názvy, například v Paříži RER (Réseau Express Régional), v Německu S-Bahn.
Vozy metra jsou poháněny elektřinou, i když v počátcích byly prováděny pokusy i s pneumatickým, parním či animálním pohonem. Na rozdíl od tramvají se však u metra obvykle nepoužívá k odběru elektrické energie vrchní sběrač (pantograf), ale elektrický proud je odebírán z boční napájecí kolejnice. Výhodou tohoto systému je možnost snížení výšky tunelu, ve kterém by jinak muselo být ještě, v bezpečné výšce nad vozy soupravy, umístěno trolejové vedení. Boční umístění napomáhá i ke zvýšení odolnosti proti poruchám a delší životnosti napájecí kolejnice oproti troleji. Nevýhodou naopak je, že tato kolejnice, která je trvale pod napětím, představuje nebezpečí pro lidi, kteří by se dostali do kolejiště. Proto musí být i úseky metra, vedené po povrchu, odděleny od okolí zábranami znemožňujícími vstup do kolejiště.
Český zákon o drahách od roku 1994 řadí metro do kategorie speciálních železničních drah (pražské metro je zřejmě jedinou existující dráhou, která do této kategorie patří). Podle předchozího drážního zákona spadalo do kategorie „městské rychlodráhy“ a nepatřilo mezi železniční dráhy.

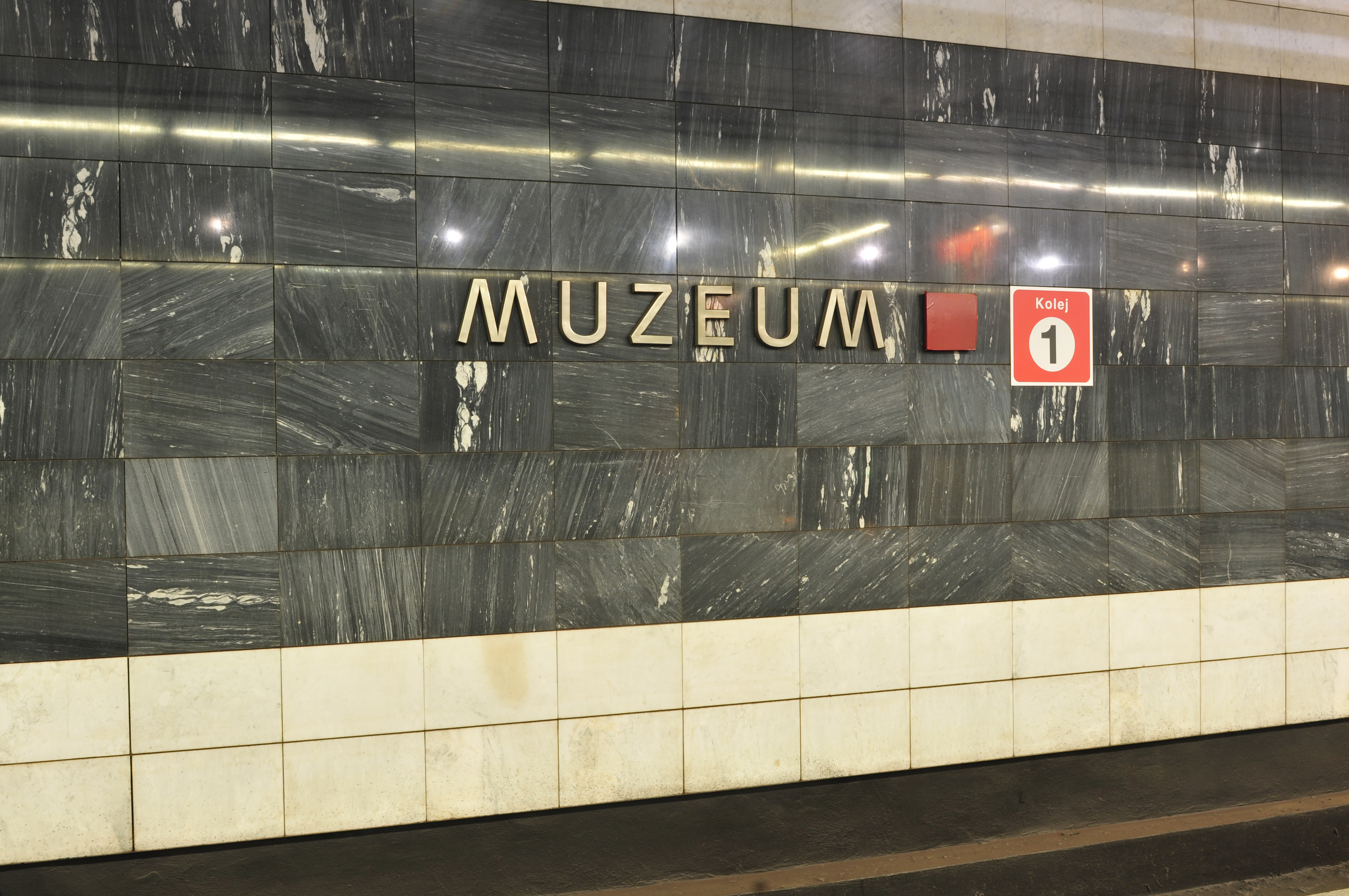
Stanice metra Muzeum

## Historie metra

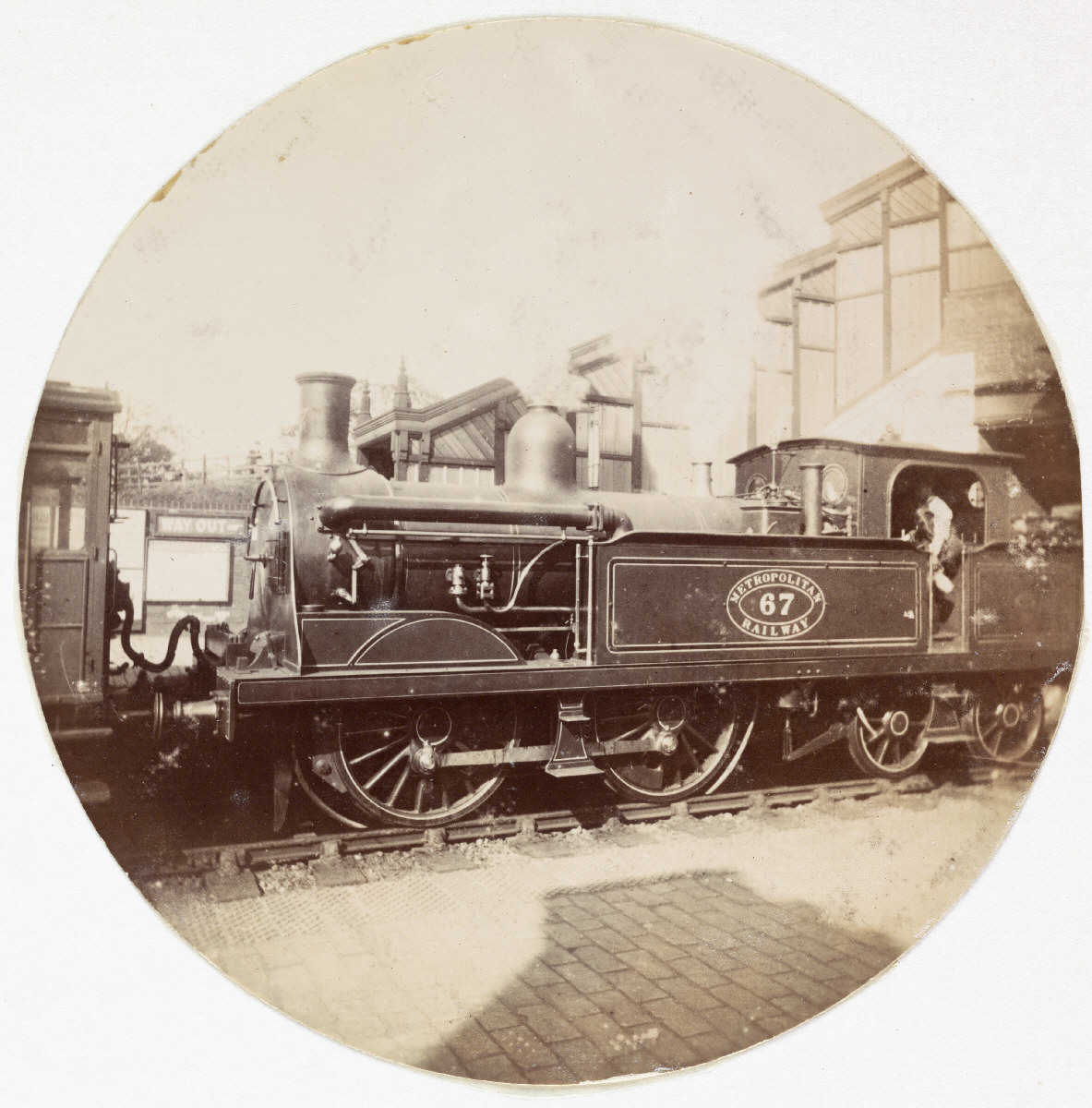
První metropolitní železnice používala parní lokomotivy

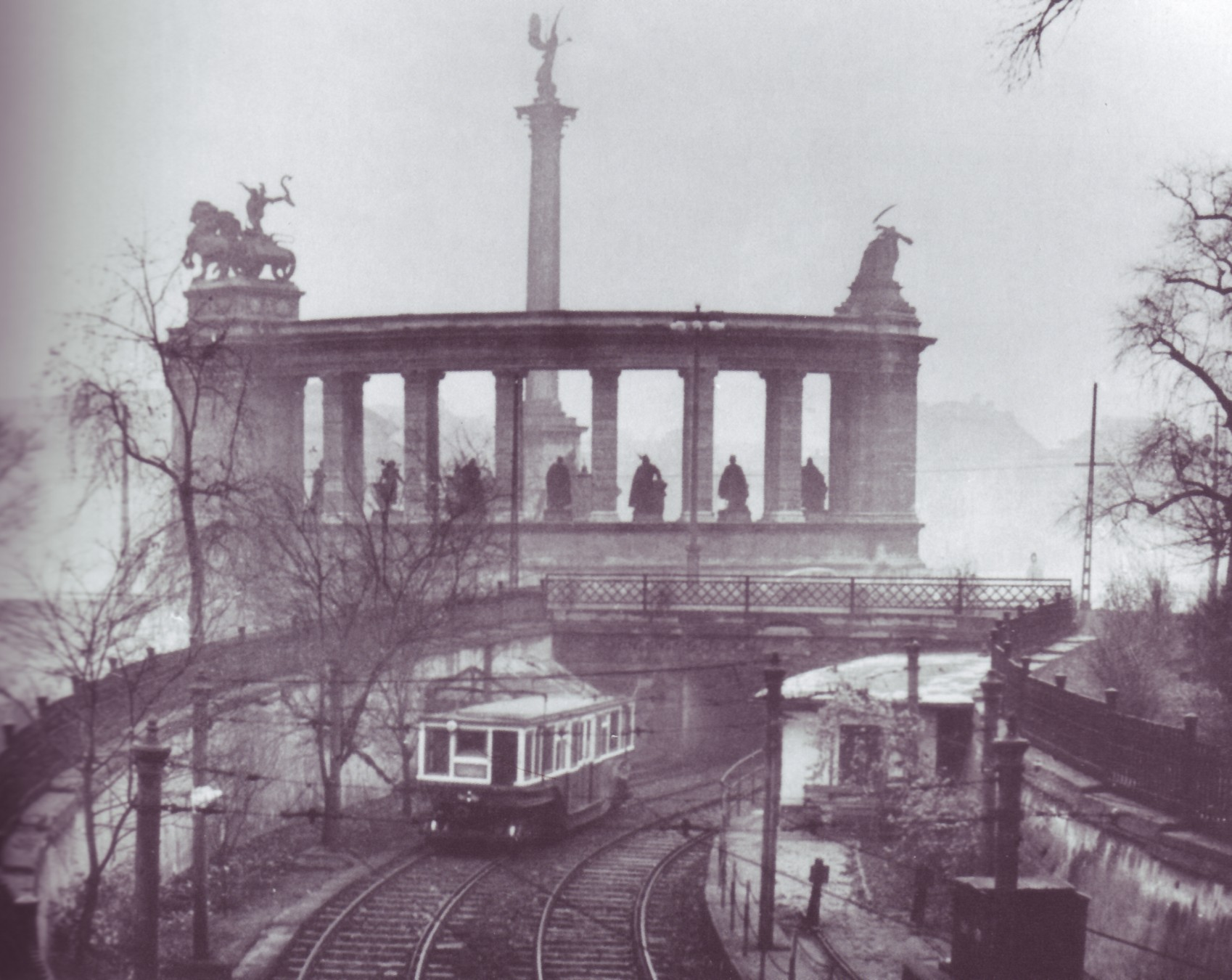
První podzemní dráha na evropském kontinentu byla vybudována v Budapešti. Výjezd z podzemí u Széchenyi fürdő

Podpovrchové vedení trati budapešťské podzemní dráhy

Název Metro je zkratka názvu Metropolitan Railway, tedy metropolitní železnice. Z tohoto označení přes francouzštinu a ruštinu proniklo i do češtiny.[zdroj?] V některých jazycích se označuje jako podzemní dráha (např. v Německu název U-Bahn, který vznikl zkrácením slova Untergrundbahn).
Dějiny metra začínají roku 1863; tehdy byl první takový systém vybudován v Londýně. Jednalo se o spojnici dvou nádraží, mezi nimi jezdil parní vlak. Parní trakce však byla do jisté míry problematická, a tak se uvažovalo o zavedení nějakého jiného druhu pohonu. Mluvilo se o nekonvenčních systémech, jako je například pohon lanem (takový byl zrealizován v Glasgowském metru), nakonec se však uplatnila elektřina, vedená pomocí boční přívodní kolejnice. K tomu také přispěl i zákon, vydaný britským parlamentem, který parní provoz v těchto podmínkách zakazoval.
17. ledna 1875 otevřel istanbulský Tünel. Jedná se podzemní linku F2, která operuje i dnes. Má dvě stanice a měří pouze 573 m. Nebyla ovšem elektrifikovaná, jednalo se o animální trakci.
Kromě Británie a Turecka se však podzemní dráhy objevily i v kontinentální Evropě. První podzemní kolejová dráha v Evropě vznikla v Budapešti, jednalo se 3,7 kilometru dlouhou linku M1, otevřenou 2. května 1896, která operuje i dnes. V roce 1900 v rámci světového festivalu  Expo otevřelo  Metro v Paříži. V roce 1902 otevřelo Berlínské metro tzv. U-Bahn).
V roce 1898 vzešel patrně první návrh na výstavbu podzemní dráhy v Praze. S touto iniciativou přišel obchodník Ladislav Rott. Navrhoval městské radě využít prací na kanalizaci a asanaci Starého města a zároveň zahájit stavby tunelů na první lince podzemní dráhy ve směru Karlín – Praha – Podolí, která by se u Křižovnického pivovaru spojila s druhou linkou Malá Strana – Vinohrady. U pražské radnice však se svými plány neuspěl.
Metro začalo otevírat i v Severní Americe (New York, Boston). Většinou se jednalo o krátké tratě, budované většinou hloubením, avšak provoz zde již byl plně elektrifikován Metro se stalo jedním ze symbolů pokroku, hlavně ve velkoměstech, v menších sídlech jím pak byla elektrická tramvaj.
Na počátku 20. století se znovu uvažovalo s vybudováním podzemní dráhy i v Praze, avšak takový plán narazil na velký odpor z mnoha stran. Návrh přišel v roce 1926. Některé další návrhy se objevily i v 20. letech, avšak též neuspěly. Mezitím přibyly nové sítě metra v Madridu a Buenos Aires.
V 30. letech proniklo metro i do Sovětského svazu; otevřeno bylo v Moskvě a stalo se velkou manifestací i politickou událostí. Následně byly v podobném stylu vybudovány do roku 1991 další sítě v 13 velkých městech tehdejšího SSSR a použitá technologie byla uplatněna i v jiných zemích.
Roku 1954 bylo otevřeno metro v Tokiu; revolučním zde bylo nasazení do provozu prvních vozů s hliníkovou kostrou. Díky tomu se nové vlaky staly lehčími a odolnějšími než staré ocelové.
V 70. letech se začaly objevovat experimenty s metrem na pneumatikách (Lyon, Marseille, Paříž). Současně s tím se také podobné systémy, byť ne vždy založené v podzemí, začínají více rozvíjet i ve Spojených státech amerických, kde dochází po ropné krizi ke změně pohledu na MHD jako celek.
9. května 1974 se otevřel první úsek metra v Praze mezi stanicemi Florenc (tehdy Sokolovská) a Kačerov na lince C. Celá akce měla velký ideologický význam, původně měla v Pražském metru měla jezdit vozidla Tatra R1 z dílny Antonína Honzíka. Tehdejší režim byl ovšem proti. Nakonec byly použity sovětské soupravy Ečs. Jejich nasazení komplikoval Nuselský most, který bylo potřeba zrekonstruovat, aby těžké soupravy unesl. Další komplikace se objevily při otevření trasy A, sovětské vozy nesplňovaly světelné normy a nebyly schopné překonat stoupání mezi Hradčanskou a Malostranskou. Na trasu A byly tedy nasazeny speciální soupravy 81-71. Ty v upravené podobě 81-71M jezdí i dnes na linkách A a B. Na trase C najdeme vozy M1 české výroby. Za jejich designem opět stojí Antonín Honzík.
Ke konci století se zase začínají zavádět i automatizované vozy (Paříž, Barcelona), s jejich nasazením se uvažuje i v Praze na nově budované lince metra D. V této době také zažívá velký rozvoj metro například v kontinentální Číně, kde dochází k prudkému rozvoji měst.

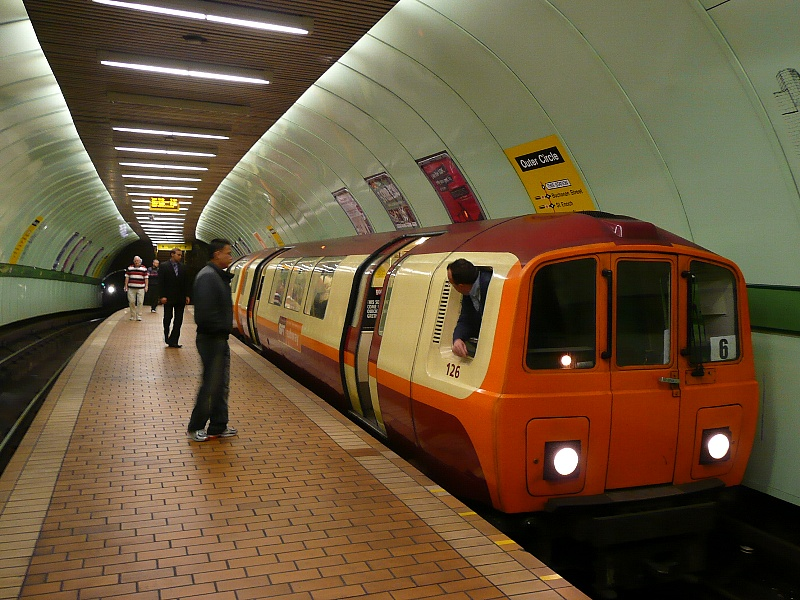
Metro v Glasgow není příliš prostorné

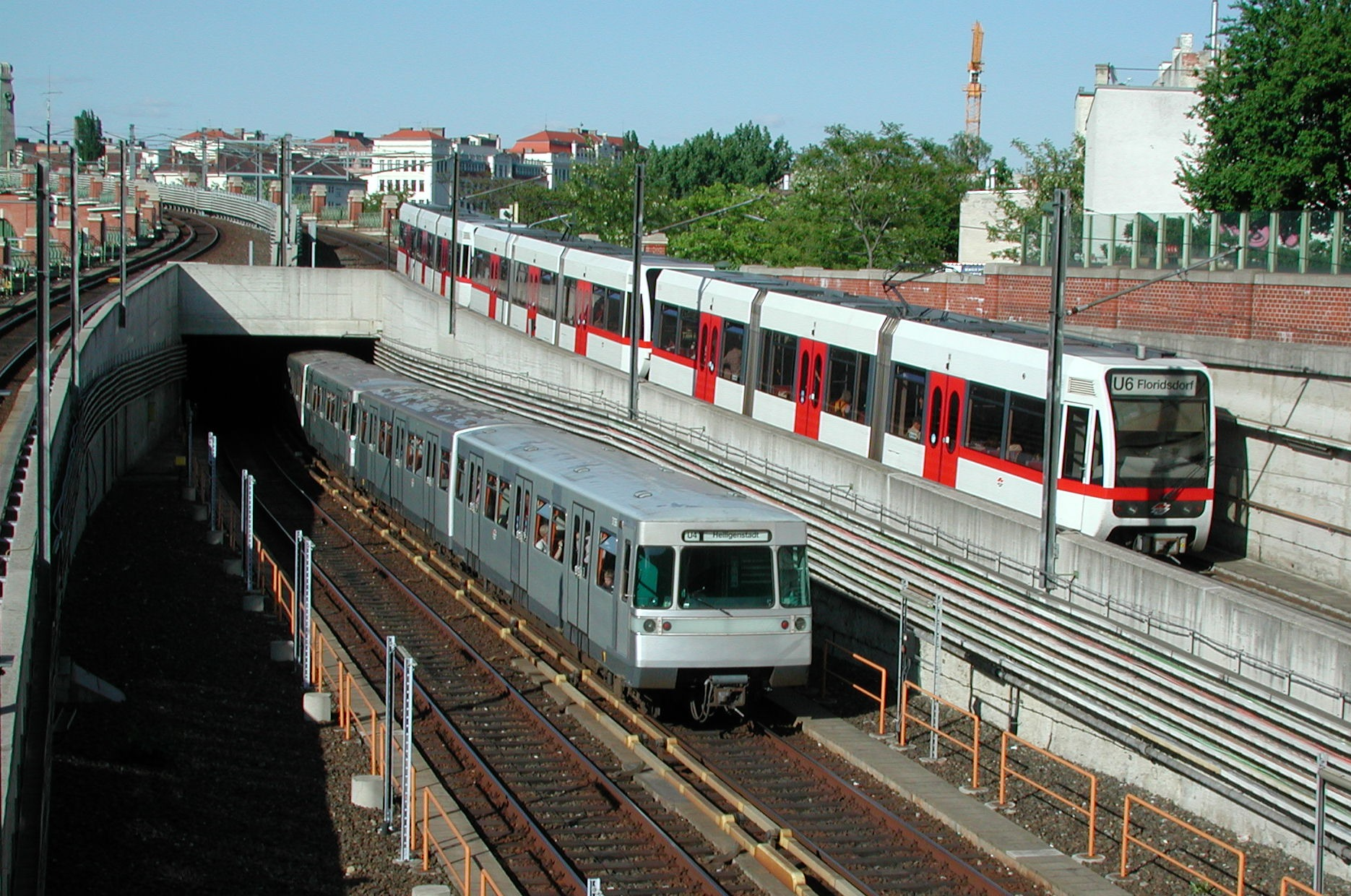
Také vídeňské metro v sobě zahrnuje dva odlišné systémy

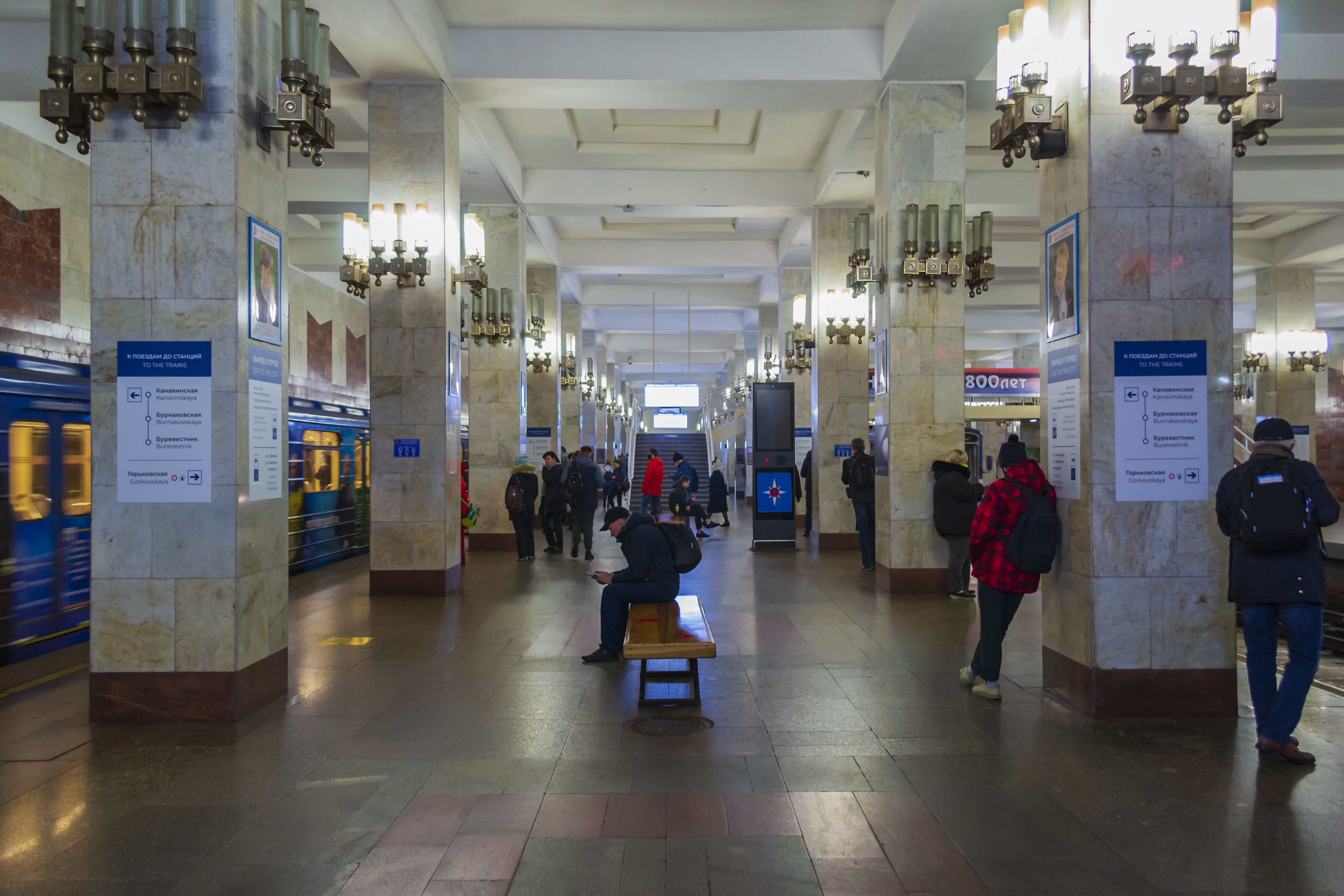
Nižněnovgorodské metro

## Zajímavosti
Nejstarší metro na světě
V tehdy dvoumilionovém Londýně byl 10. ledna 1863 zprovozněn první sedmikilometrový úsek metra (The Tube) mezi Bishops Road (dnes nádraží Paddington) a Farringdon Street.
Nejstarší v kontinentální Evropě
V Budapešti bylo metro dlouhé 3,7 kilometrů otevřeno v roce 1896. O prvenství v kontinentální Evropě se maďarská metropole pře s řeckými Aténami, kde již od roku 1869 fungoval povrchový vlakový spoj na trase Atény-Pireus a od května 1895 zde mezi zastávkami Thissio a Omonia projížděl vlak tunelem.
Nejrozsáhlejší síť tratí
Síť metra v Šanghaji se v roce 2010 se svými 420 km stala nejrozsáhlejší na světě (překonala londýnské metro, dlouhé 408 km) a patří také mezi nejvytíženější. Síť se dále rozvíjí, ve výstavbě jedna nová a různá prodloužení stávajících tras. V roce 2022 je její celková délka 802 km, nachází se na ní 396 stanic, které obsluhuje 19 linek.
Největší počet stanic
Pokud jde o počet stanic, nemá ve světě konkurenci metro v New Yorku; má celkem 469 stanic (z nich 277 v podzemí) na 22 trasách a síť 383 kilometrů tratí. Denně přepraví přes pět milionů cestujících.
Nejvytíženější systém
Pekingské metro, kde byl provoz zahájen v roce 1971, má 24 linek a 248 stanic na 727 kilometrech. Nejedná se o největší síť, ale je nejvytíženější na světě: ročně přepraví 3,7 miliardy lidí (10,3 mil denně). 
Nejmodernější v Evropě
Třetí na evropském žebříčku velikostí meter je Paříž, která v současnosti disponuje nejmodernější trasou v Evropě. Je jí linka číslo 14 otevřená v roce 1998, která měří sedm kilometrů.
Nejrychleji se rozšiřující
Jen o málo menší než pařížské metro je to v Madridu, kde se během čtyř let (1995 až 1999) rozšířila síť tratí ze 170 kilometrů až na 228, tedy o 58 kilometrů. V Praze se 6,4 kilometru dlouhý úsek metra mezi Českomoravskou a Černým Mostem stavěl sedm let.
Nejvýše umístěné
Nejvýše položenou stanicí na světě je konečná Alpin na Mittelallalinu ve Švýcarsku ve výšce 3456 metrů.
Nejkratší
Nejkratší metro na světě je v Istanbulu, jeho trasa měří 573 metrů. Nazývá se Tünel a vede od Zlatého rohu pod čtvrtí Karaköy. Ve skutečnosti se jedná o lanovou dráhu vedenou podzemím.
Nejmenší
Nejmenší metro je glasgowské metro. Průměr tunelu je pouhých 11 stop (asi 3,3 m). Jediná okružní linka byla původně poháněná lanem.
Nejdelší nástupiště
Nástupiště stanice podzemní dráhy State Street Center v obchodním centru Chicaga „The Stop“ je dlouhé 1066 metrů.
Nejmenší obec s podzemní dráhou
Dorfbahn Serfaus je jednou ze dvou podzemních drah v Rakousku (tou druhou je Metro ve Vídni). Dorfbahn obsluhuje obec s tisícem obyvatel.
Metro s pneumatikami
Samotný nápad vlaku s pneumatikami přišel poprvé v roce 1846 od skotského vynálezce Roberta Williama Thomsona, který pneumatiku vynalezl. Thomson tento návrh zmiňuje v samotném patentu na pneumatiku. První metro na gumových kolech začalo jezdit ve Francii. První testovací soupravy vyjely roku 1951. První linkou, na které byly vozy plně nasazené, byla linka 11 v roce 1956. Linka 11 byla vybrána jako první kvůli prudkému stoupání. Následovala linka 1 v roce 1964  a linka 4 v roce 1967. Obě z důvodu přetížení linek. Jako poslední byla linka 6 v roce 1974, vybrána byla, protože bylo třeba redukovat hluk. Všechny linky byly předtím na kolejové bázi, bylo tedy třeba je přestavět. Tato metoda přestavování tratě se dnes již nepoužívá. Poslední postavenou linkou na kolech v Paříži je linka 14.
Tyto typy se ale nenachází jen v Paříži. Další města disponující těmito soupravami se nachází v Japonsku, Itálii, Mexiku, Chile, Švýcarsku, Kanadě, Spojených státech, Singapuru, na Tchaj-wanu a v dalších francouzských městech (Lyon, Marseille, Toulouse atd.)

### Seznamy
- Seznam podzemních drah
- Seznam podzemních drah (chronologický)

### Ostatní
- Metro sovětského typu
- Příměstská železnice
- Lehké metro
- Metro na pneumatikách
- Erektor
- Eskalátor
- Razicí štít
- Stanice metra
- Stanice metra pražského typu
- Stanice metra petrohradského typu
- Stanice metra uzavřeného typu
- Tunelovací metody
- Jízda vně doprvního prostředku